# Aeroportul Mont-Joli
Aeroportul Mont-Joli (IATA: YYY, ICAO: CYYY) este un aeroport din Mont-Joli⁠(d), La Mitis⁠(d), Bas-Saint-Laurent⁠(d), Provincia Québec, Canada ce deservește zona Mont-Joli⁠(d). Aeroportul a fost tranzitat în 2021 de 20.541 de pasageri. A fost numit după zona deservită.
Situat la o altitudine de 52 m, aeroportul dispune de o singură pistă.